# Daína Chaviano
Daína Chaviano (n. 19 februarie 1957, La Habana, Havana Province⁠(d), Cuba) este o scriitoare cubanezo-americană de origine franceză și asturiană. Ea locuiește în Statele Unite din 1991.
Urmează cursuri de limba și literatura engleză la Universitatea din Havana. Studentă fiind, în 1979 câștigă primul concurs de literatură science-fiction organizat în Cuba cu volumul de povestiri Los mundos que amo (Lumile pe care le iubesc).
Este considerată una dintre cele trei cele mai importante scriitoare de fantasy și science fiction în limba spaniolă, alături de Angélica Gorodischer (Argentina) și Elia Barceló (Spania), formând așa-numita „trinitate feminină a science-fiction-ului din Ibero-America.”
În Cuba, ea a publicat mai multe cărți științifico-fantastice și fantasy, devenind cel mai renumit și cel mai bine vândut autor din acele genuri din literatura cubaneză.
Cel mai tradus roman din istoria literaturii cubaneze - Insula iubirilor nesfârșite - a fost desemnat în 2007 și cea mai bună carte de limbă spaniolă în cadrul Florida Book Awards.

## Opera
- 1980: Los mundos que amo.
- 1983: Amoroso planeta.
- 1986: Historias de hadas para adultos.
- 1988: Fábulas de una abuela extraterrestre.
- 1990: El abrevadero de los dinosaurios.
- 1994: Confesiones eróticas y otros hechizos.
- 1998: El hombre, la hembra y el hambre.
- 1999: Casa de juegos.
- 2001: País de dragones.
- 2001: Gata encerrada.
- 2006: La isla de los amores infinitos (Insula iubirilor nesfârșite, traducere de Ana Maria Tamaș, București, Editura Humanitas Fiction, 2010.)
- 2017: Extraños testimonios.
- 2019: Los hijos de la Diosa Huracán.

## Premii și recunoașteri
- 2022: Câștigător la Los Mejores de Banco del Libro (Venezuela), cu País de dragones.
- 2020: Locul I la două categorii (Cea mai bună ficțiune populară și Cel mai bun roman de aventură sau dramă în limba spaniolă) la International Latino Book Awards, pentru Los hijos de la Diosa Huracán.
- 2020: Câștigătoare a medaliei de aur la Florida Book Awards 2019, pentru cea mai bună carte în limba spaniolă (SUA), pentru Los hijos de la Diosa Huracán.
- 2017: Invitată de onoare la a XII-a Convenție de Science Fiction din America de Nord (San Juan, Puerto Rico).
- 2014: Premiul Național Malinalli în 2014 pentru promovarea artei, a drepturilor omului și a diversității culturale (Mexic).
- 2014: Invitată de onoare la Târgul de carte al Universității Tabasco (Mexic).
- 2010: Premiul International Dublin Literary IMPAC Longlist pentru Insula iubirilor nesfârșite.
- 2008: Finalist al Prix Relay du Roman d'Évasion (Franța), pentru L'île des amours éternelles (Insula iubirilor nesfârșite).
- 2007: Câștigătoare a medaliei de aur la Florida Book Awards în 2006, pentru cea mai bună carte în limba spaniolă (SUA), pentru La Isla de los amores infinitos (Insula iubirilor nesfârșite).
- 2004: Invitată de onoare la cea de-a 25-a conferință susținută de Asociația Internațională pentru Fantastic în Arte, Fort Lauderdale (SUA).
- 2003: Goliardos Fantasy International Award (Mexic), pentru Fábulas de una abuela extraterrestre .
- 1998: Premiul Azorín pentru cel mai bun roman (Spania), pentru El hombre, la hembra y el hambre.
- 1990: Premiul Anna Seghers, Academia de Arte din Berlin (Germania), pentru Fábulas de una abuela extraterrestre.
- 1989: „La Edad de Oro” (Epoca de Aur) Premiul Național pentru Literatură pentru Copii și Tineri (Cuba), pentru País de dragones.
- 1988: „13 de marzo”, Cel mai bun scenariu de film literar (Cuba), pentru La anunciación.
- 1979: Premiul Național David pentru cea mai bună carte SF (Cuba), pentru Los mundos que amo.